# 第二帝國風格

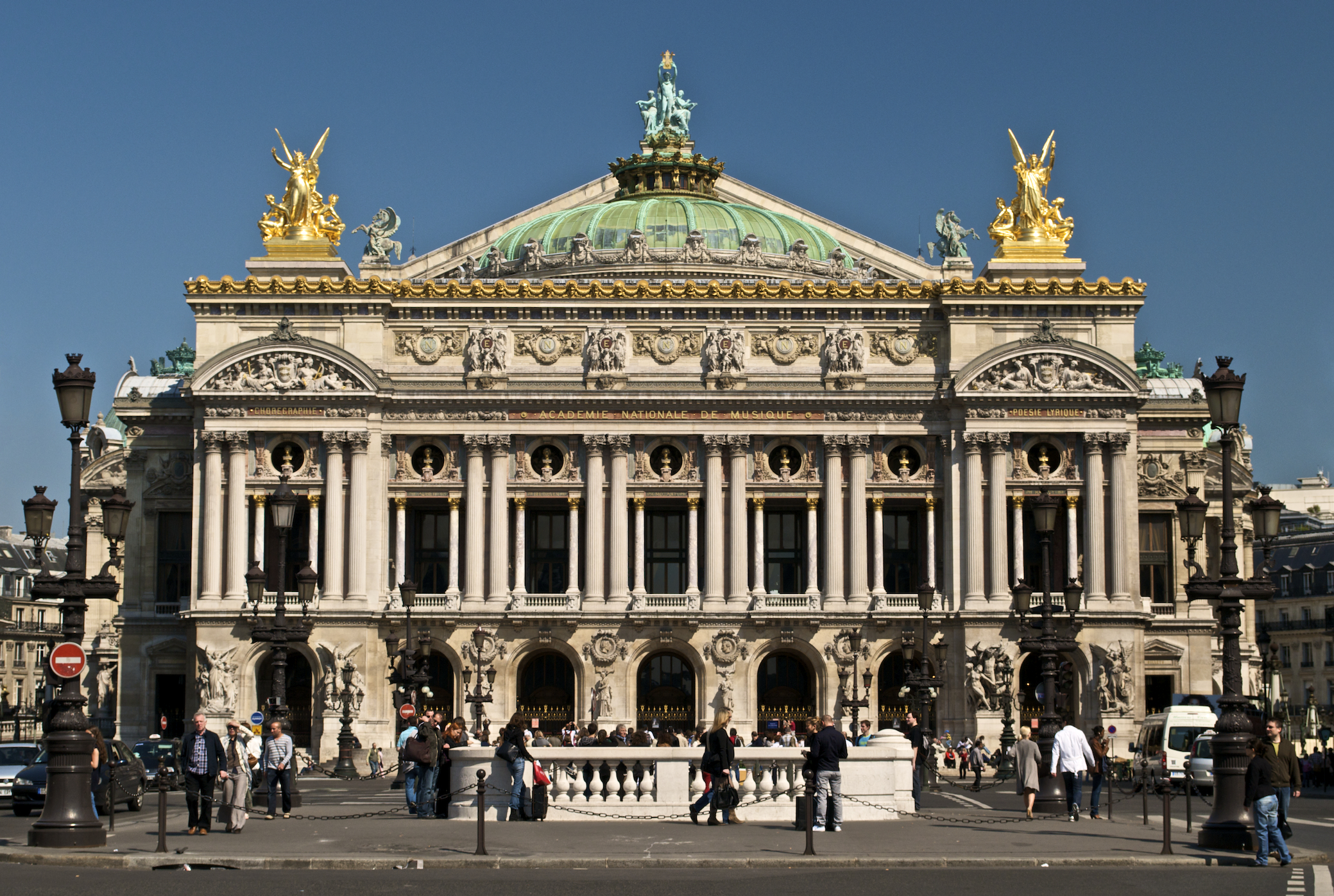
巴黎歌劇院是第二帝國風格建築的代表例

第二帝國風格（Second Empire style），亦稱為拿破崙三世風格（Napoleon III style），是一種高度折衷主義和裝飾風藝術建築和裝飾風格。因起源於法蘭西第二帝國而得名。其特徵融合了眾多不同的歷史風格元素，同時亦使用現代材料，包括鐵框架和玻璃天窗。第二帝國風格在拿破崙三世（1852-1870年）統治期間壯大，對歐洲其它地區和北美的建築有重要影響。代表作有巴黎歌劇院、圣奥斯定堂、費城市政廳。因第二帝國風格流行時期正值巴黎改造，因此巴黎的第二帝國風格建築亦特別多。